# Rosario Marín
Rosario Marín   (Ciutat de Mèxic, 4 d'agost de 1958) fou la 41a Tresorera dels Estats Units des del 16 d'agost de 2001 fins al 30 de juny de 2003, servint sota el President George W. Bush. És la primera persona des de William Clark en assumir el lloc sense haver-hi nascut ciutadana dels Estats Units.